# Ennometes incertus
Ennometes incertus is een keversoort uit de familie Callirhipidae. De wetenschappelijke naam van de soort werd in 1936 gepubliceerd door van Fritz Isidore van Emden.